# Herbert Thaler
Herbert Thaler (Imst, 1940) è un ex slittinista austriaco, campione mondiale nella specialità del singolo a Villard-de-Lans 1959.

## Biografia
Attivo dalla seconda metà degli anni '50 sino ai primi anni '60, ha gareggiato per la nazionale austriaca sia nella specialità del singolo che in quella del doppio, nella quale nel corso degli anni ha fatto coppia con Helmut Thaler. Si distinse nelle categorie giovanili conquistando tre medaglie ai campionati europei juniores, di cui una d'oro colta nel doppio a Oberhof 1958 e due d'argento vinte in entrambe le discipline nell'edizione di Vipiteno 1957.
In carriera ha partecipato a diverse edizioni dei campionati mondiali, conquistando in totale due medaglie, una d'oro e una d'argento. Nel dettaglio i suoi risultati nelle prove iridate sono stati, nel singolo: medaglia d'oro a Villard-de-Lans 1959, quattordicesimo a Garmisch-Partenkirchen 1960, cinquantaseiesimo a Krynica-Zdrój 1962 e quindicesimo a Imst 1963; nel doppio: medaglia d'argento a Garmisch-Partenkirchen 1960 e ottavo a Krynica-Zdrój 1962. 
Agli europei ha invece totalizzato quale miglior piazzamento il nono posto nel doppio, raggiunto nella rassegna di  Weissenbach-Liezen 1962.

## Palmarès

### Mondiali
- 2 medaglie:
  - 1 oro (singolo a Villard-de-Lans 1959);
  - 1 argento (doppio Garmisch-Partenkirchen 1960).

### Europei juniores
- 3 medaglie:
  - 1 oro (doppio a Oberhof 1958);
  - 2 argenti (singolo, doppio a Vipiteno 1957);